# Damir Martin
Damir Martin (Vukovar, 14 luglio 1988) è un canottiere croato, vincitore della medaglia d'argento nel 4 di coppia a Londra 2012 e nel singolo a Rio de Janeiro 2016 e della medaglia di bronzo nel singolo a Tokyo 2020.

## Biografia
Fece parte, assieme a David Šain ed ai fratelli Martin e Valent Sinković, del quattro di coppia croato, che nella prima parte degli anni 2010 vinse tre medaglie iridate, ed in particolare l'oro ai mondiali di Karapiro 2010 e a quelli di Chungju 2013 ed il bronzo a Bled 2011. Con questa formazione vinse anche l'argento agli europei di Montemor-o-Velho 2010.
Rappresentò la Croazia ai Giochi olimpici estivi di Londra 2012, dove vinse la medaglia d'argento nel quattro di coppia, sempre assieme a David Šain ed ai fratelli Martin e Valent Sinković.
In seguito si dedicò al singolo, riuscendo ad aggiudicarsi l'argento agli europei di Varese 2012 e il titolo continentale a Poznań 2015 e Brandeburgo 2016.
Fece la sua seconda apparizione olimpica a Rio de Janeiro 2016, in cui riuscì ad aggiudicarsi l'argento nel singolo, terminando alle spalle del neozelandese Mahé Drysdale.
Agli europei di Račice 2017 ottenne l'argento, superato dal ceco Ondřej Synek. 
Alle Olimpiadi di Tokyo 2020, differite al 2021 a causa della pandemia di COVID-19, ottenne il bronzo nel singolo, dietro al greco Stefanos Ntouskos ed al norvegese Kjetil Borch.

## Palmarès
- Olimpiadi

Londra 2012:  Argento nel 4 di coppia.
Rio de Janeiro 2016:  Argento nel singolo.
Tokyo 2020:  Bronzo nel singolo.

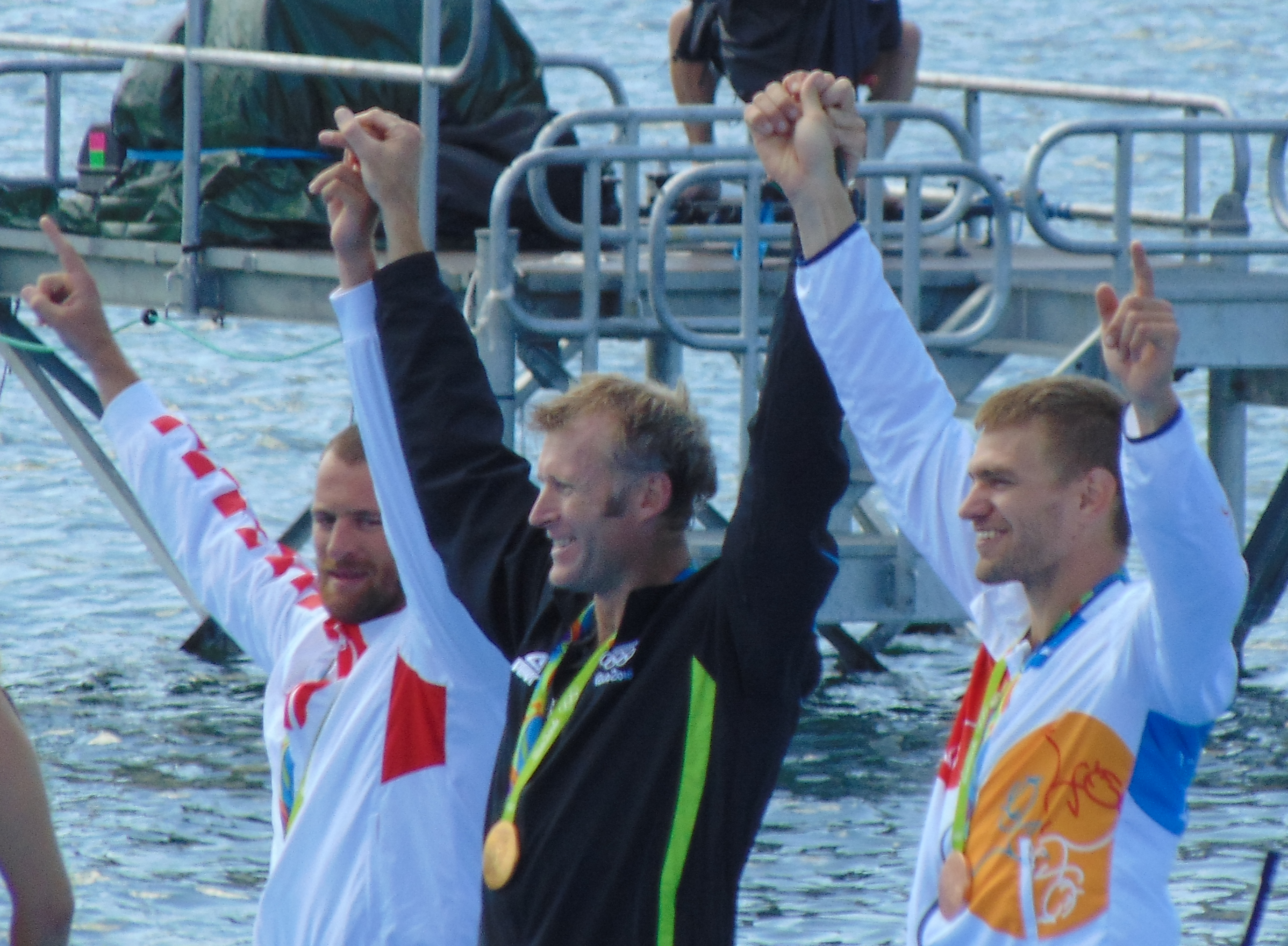
Damir Martin festeggia l'argento con Mahé Drysdale (oro) e Ondřej Synek (bronzo) ai Giochi olimpici di.

- Campionati del mondo di canottaggio

Karapiro 2010: oro nel 4 di coppia.
Bled 2011: bronzo nel 4 di coppia.
Chungju 2013: oro nel 4 di coppia.
- Campionati europei di canottaggio

Montemor-o-Velho 2010: argento nel 4 di coppia.
Varese 2012: argento nel singolo.
Poznań 2015: oro nel singolo.
Brandeburgo 2016: oro nel singolo.
Račice 2017: argento nel singolo.